# Монтівелло
Монтівелло (англ. Montevallo) — місто (англ. city) в США, в окрузі Шелбі штату Алабама. Населення — 7229 осіб (2020).

## Географія

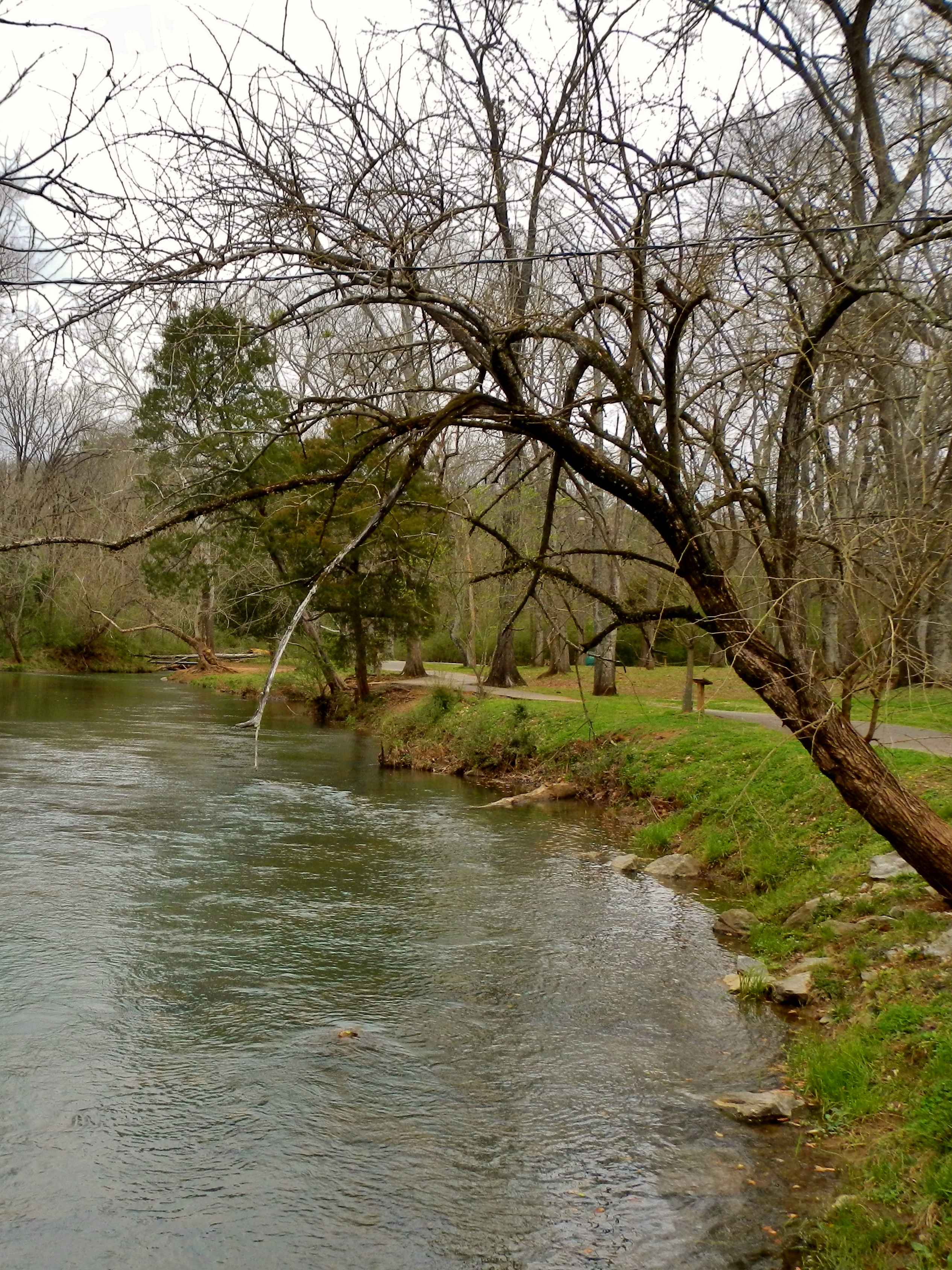
Річка Шол-крік в Монтівелло

Монтівелло розташоване за координатами 33°7′33″ пн. ш. 86°50′49″ зх. д. / 33.12583° пн. ш. 86.84694° зх. д. (33.125869, -86.846924). За даними Бюро перепису населення США в 2010 році місто мало площу 33,36 км², з яких 32,60 км² — суходіл та 0,76 км² — водойми.

## Демографія

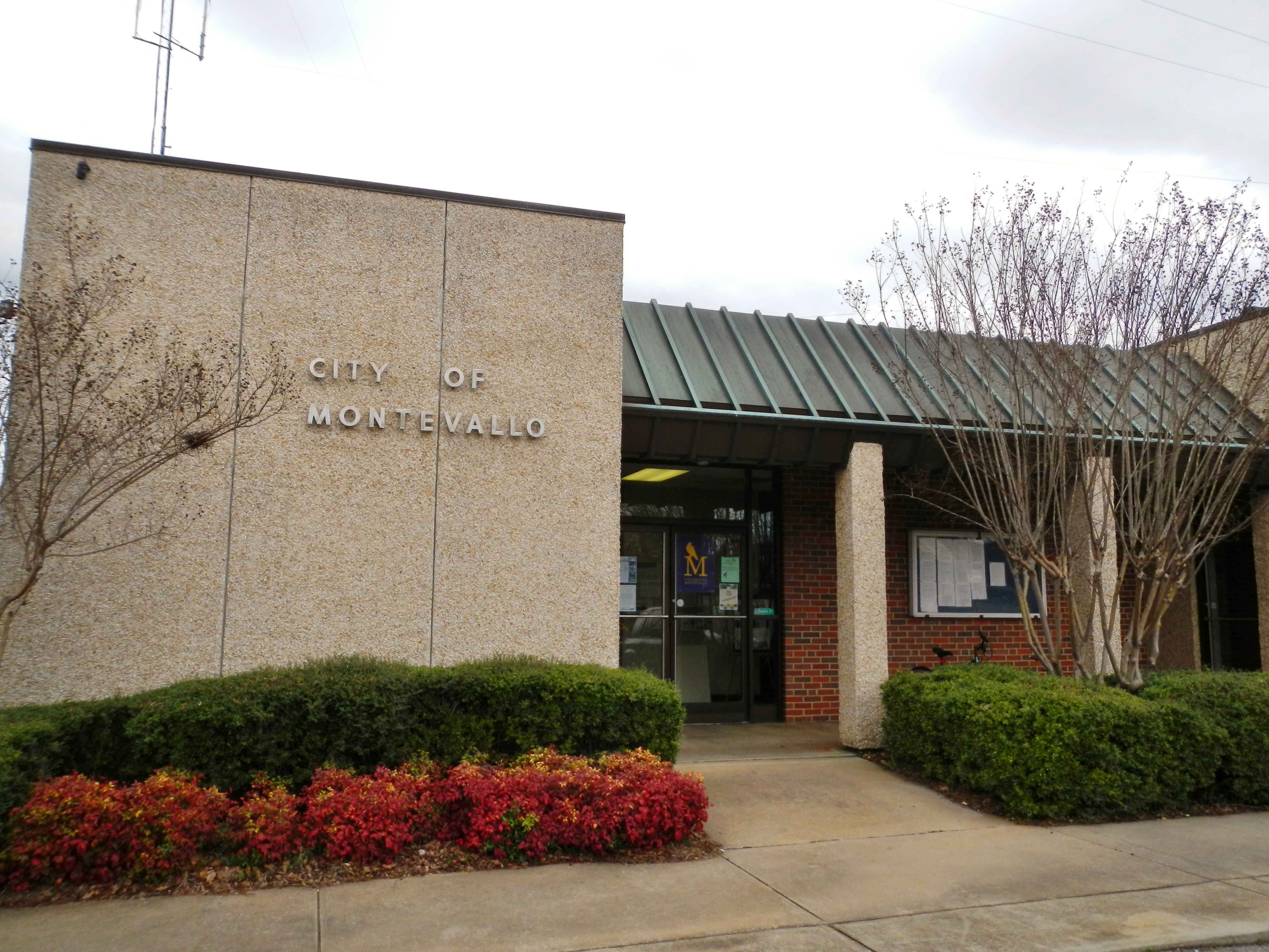
Мерія

Згідно з переписом 2010 року, у місті мешкали 6323 особи в 2346 домогосподарствах у складі 1325 родин. Густота населення становила 190 осіб/км². Було 2654 помешкання (80/км²).
Расовий склад населення:
| - 70,2 % — білих - 24,6 % — чорних або афроамериканців - 0,6 % — азіатів - 0,3 % — корінних американців - 2,5 % — осіб інших рас |

До двох чи більше рас належало 1,8 %. Частка іспаномовних становила 5,7 % від усіх жителів.
За віковим діапазоном населення розподілялося таким чином: 17,7 % — особи молодші 18 років, 71,3 % — особи у віці 18—64 років, 11,0 % — особи у віці 65 років та старші. Медіана віку мешканця становила 27,0 року. На 100 осіб жіночої статі у місті припадало 82,2 чоловіків; на 100 жінок у віці від 18 років та старших — 77,1 чоловіків також старших 18 років.
Середній дохід на одне домашнє господарство становив 48 947 доларів США (медіана — 34 760), а середній дохід на одну сім'ю — 69 427 доларів (медіана — 65 347). Медіана доходів становила 39 332 долари для чоловіків та 26 642 долари для жінок. За межею бідності перебувало 25,5 % осіб, у тому числі 22,9 % дітей у віці до 18 років та 9,9 % осіб у віці 65 років та старших.
Цивільне працевлаштоване населення становило 3144 особи. Основні галузі зайнятості: освіта, охорона здоров'я та соціальна допомога — 28,1 %, роздрібна торгівля — 14,4 %, мистецтво, розваги та відпочинок — 13,3 %.

## Галерея

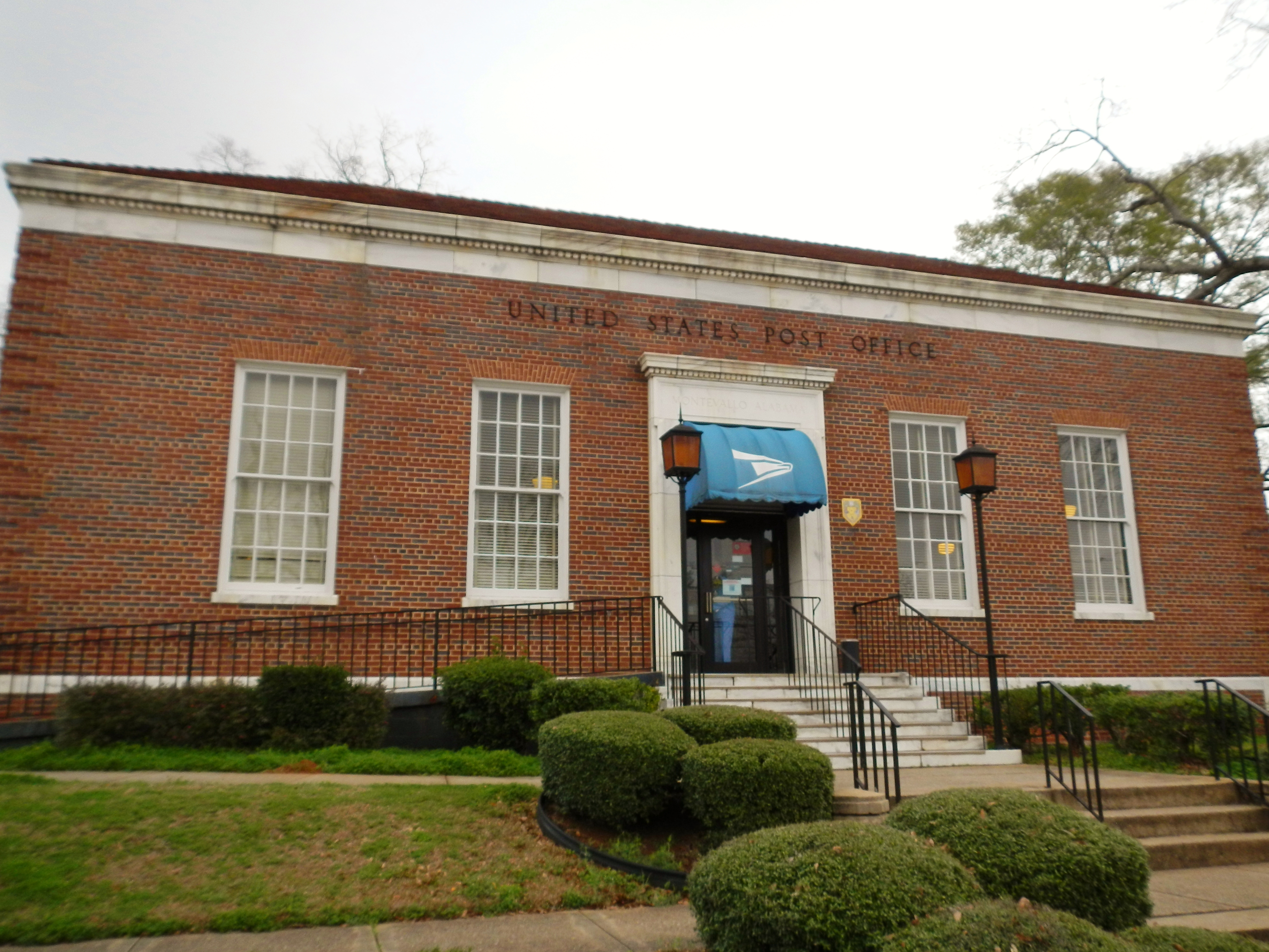
Поштове відділення
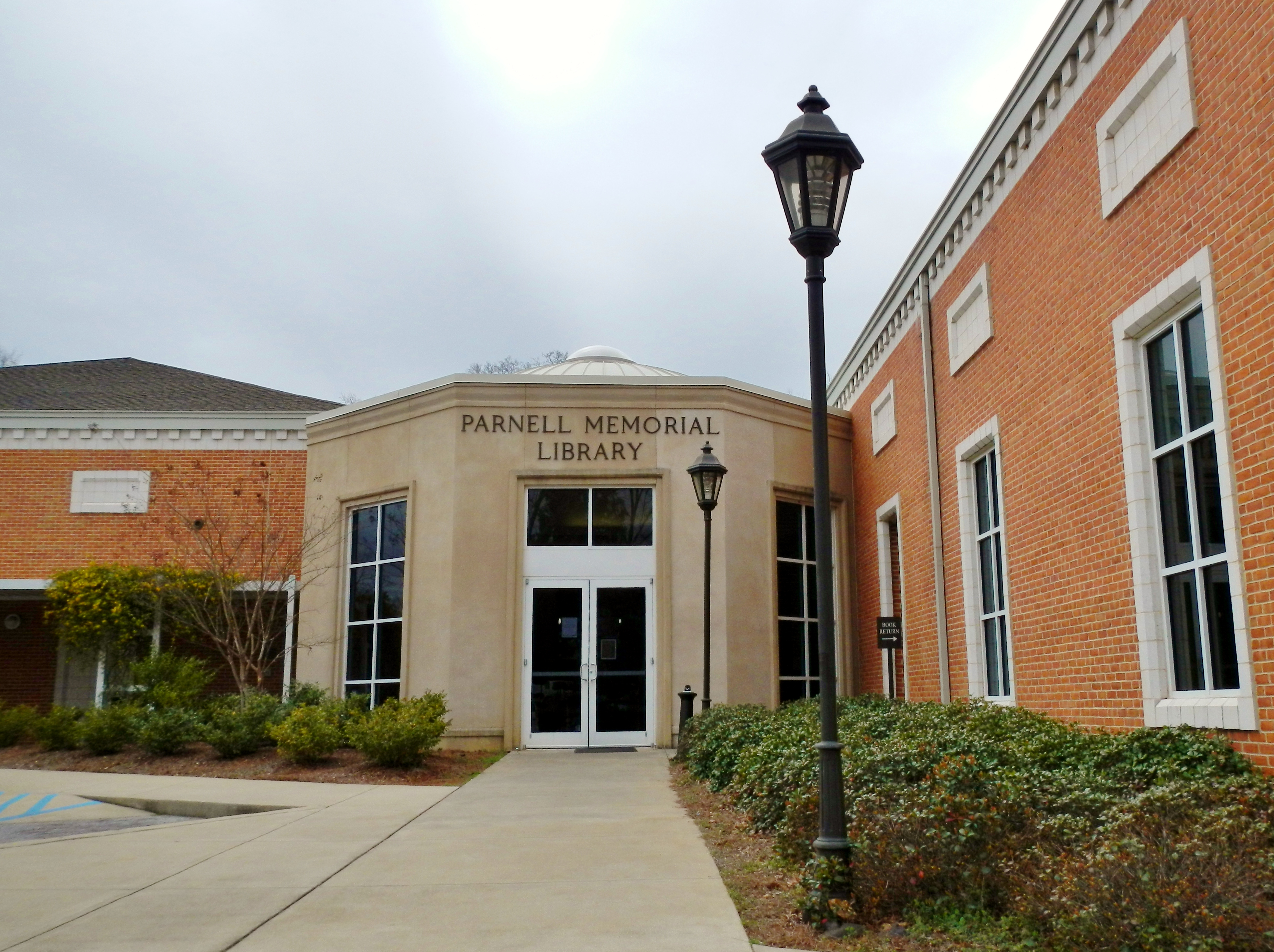
Бібліотека
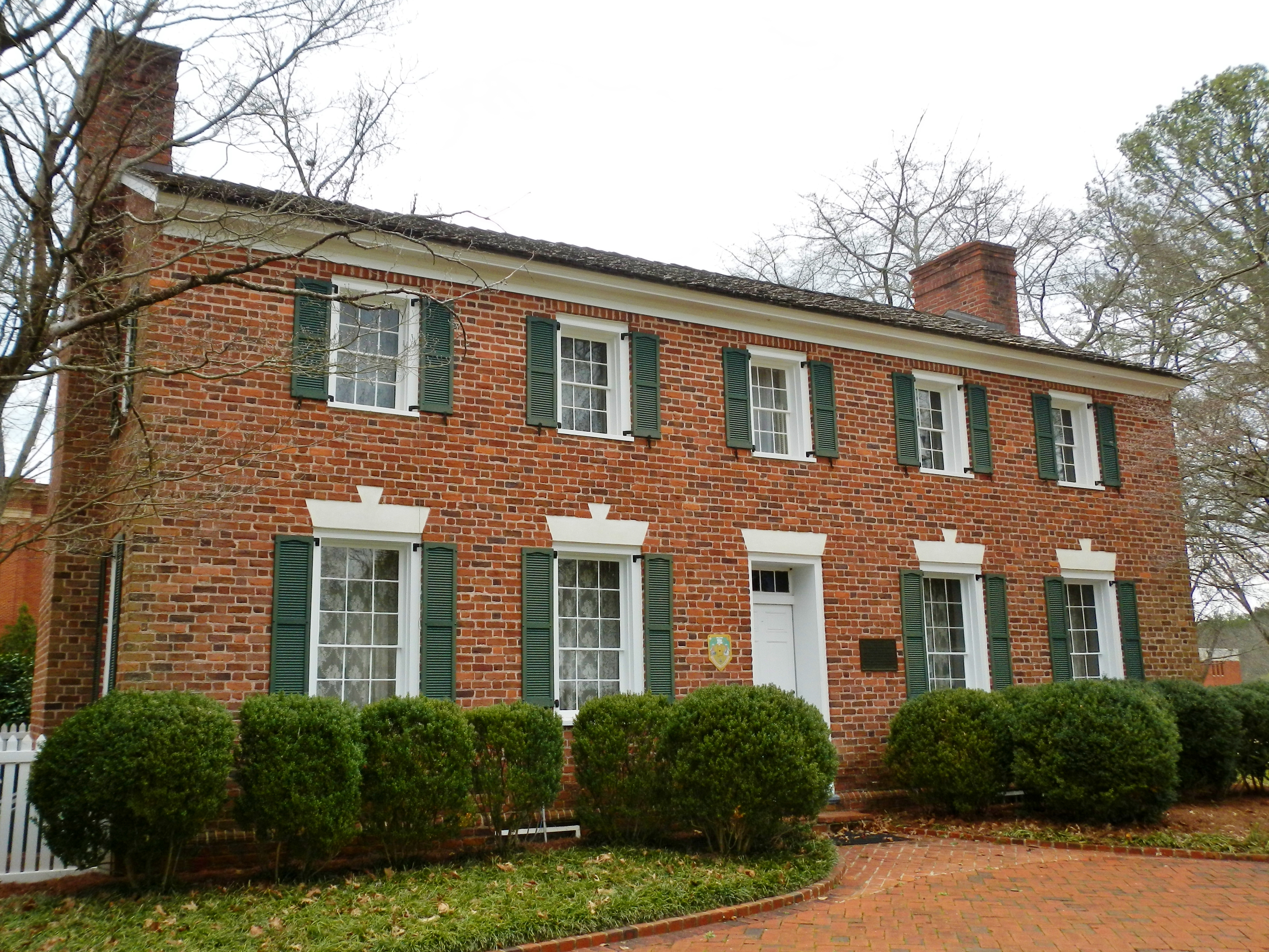
Побудована у 1823 р., найстаріша будівля на території студентського містечка університету Монтівелло, занесена до  Національного реєстру історичних місць 14 січня 1972 р.
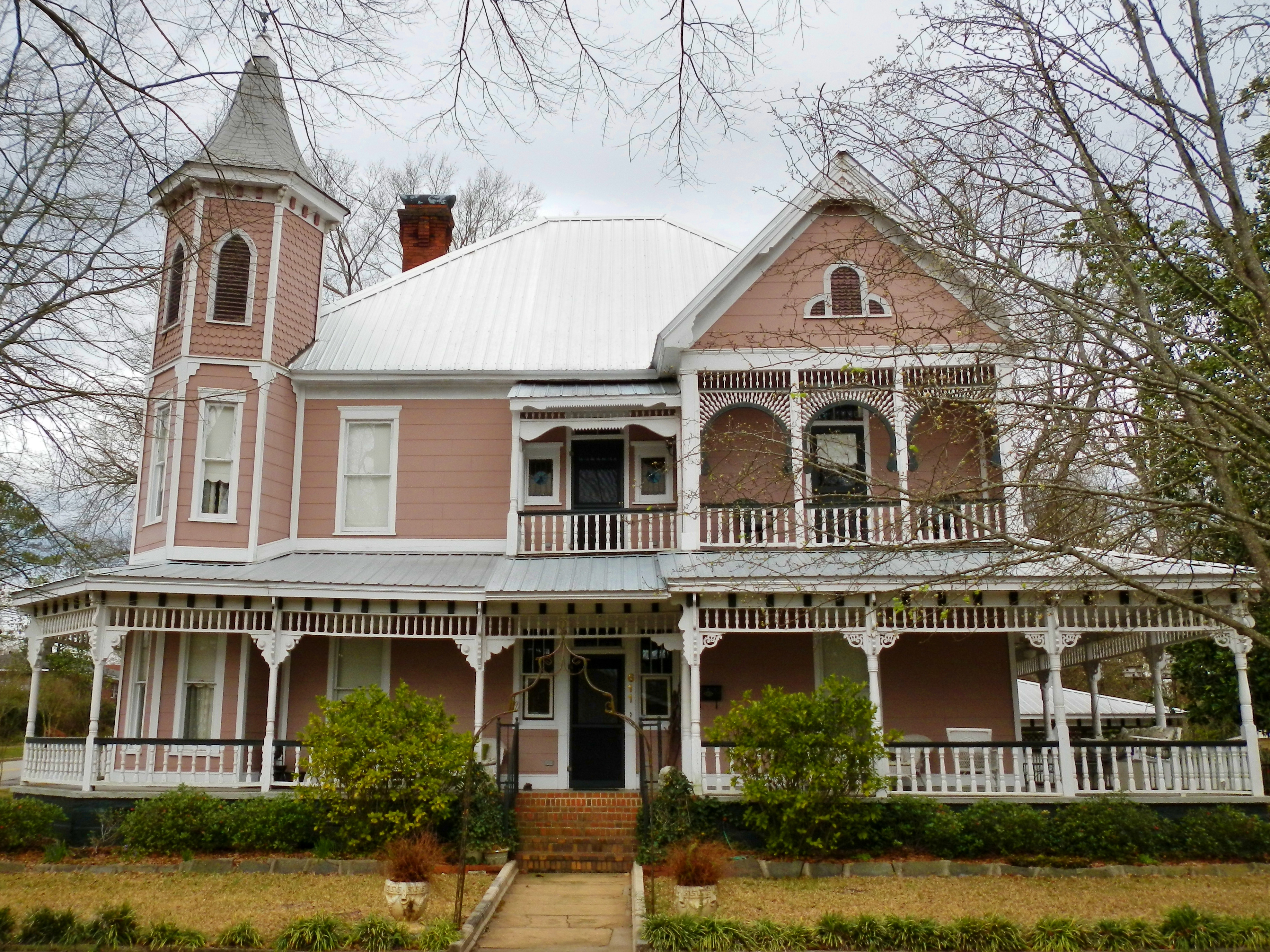
Побудований в 1900 році Булиноу Мак-Кіббона, занесений до  Національного реєстру історичних місць 31 грудня 2001 р.